# 魍魉之匣
《魍魎之匣》是京極夏彥的长篇推理小說和妖怪小說，百鬼夜行系列（京極堂系列）的第二部作品。本作曾经获得第49届日本推理作家協会奖。由本作改编的真人电影在2007年12月22日上映。电视动画则是于2008年10月开始到同年12月在日本播放。

## 小說發行
| 出版者                                  | 出版日期      | 媒介                     | 頁數                          | 書籍編碼                                                                | 譯者   |
| --------------------------------------- | ------------- | ------------------------ | ----------------------------- | ----------------------------------------------------------------------- | ------ |
| 講談社                                  | 1995年1月5日  | 講談社Novels（新書判）   | 684頁                         | ISBN 9784061818125                                                      |        |
| 講談社                                  | 1999年9月8日  | 講談社文庫（文庫判）     | 1060頁                        | ISBN 9784062646673                                                      |        |
| 講談社                                  | 2004年1月     | 單行本                   | 1049頁                        | ISBN 9784062122542                                                      |        |
| 講談社                                  | 2005年6月15日 | 講談社文庫（分册文庫判） | [上]384頁 [中]400頁 [下]320頁 | [上] ISBN 9784062751117 [中] ISBN 9784062751124 [下] ISBN 9784062751131 |        |
| 獨步文化                                | 2007年8月21日 | 繁體中文版（平裝書）     | [上]416頁 [下]368頁           | [上] ISBN 9789866954740 [下] ISBN 9789866954757                         | 林哲逸 |
| 世纪文景（发行） 上海人民出版社（出版） | 2009年1月1日  | 簡體中文版（平裝書）     | [上]473頁 [下]417頁           | [上] ISBN 9787208080430 [下] ISBN 9787208080447                         | 林哲逸 |

## 剧情简介
14岁的初中生楠本賴子性格阴暗，没什么朋友。有一天，班上才色兼备的美少女的柚木加菜子突然对她说道「我们是对方的转世」。因为加菜子常说些不可思议的事情，并且经常读很难的文学杂志，賴子一时不知如何是好，不过内心孤独的二人逐渐变得亲密起来。二人约定乘坐最后一班列车去看湖，可是加菜子卻在中央本线武藏小金井站的站台被人推下，并被列车碾过。
那辆列车正好乘坐着在下班路上的刑警木場修太郎。修太郎将加菜子送到医院，在那里他看到了加菜子的姐姐陽子。阳子和他暗恋的女优美波絹子长得一模一样。
受伤瀕死的加菜子被送到謎之研究所，并且受到集中治疗。
这时，多摩地區一帶，发现了很多被分解的尸体。为这个事件取材的记者中禪寺敦子和陪同的小说家關口巽、杂志编辑鳥口守彥在森林迷路了，并发现了謎一般的建筑。那是一个正方形的巨大的「匣子」。加菜子正是在其中接受治疗。
此时，在严密的戒备下之中，应该在接受治療的加菜子忽然失踪了...

## 登场人物
「聲」是電視動畫的聲優，「演」則是真人電影版的演員。

### 主要人物
中禪寺秋彥
聲 - 平田廣明／演 - 堤真一
經營一間名為「京極堂」舊書店，同時也是「武藏晴明神社」的神主，副業則是陰陽師，朋友們常以他所經營的書店名稱「京極堂」稱呼他。
詳情請參閱「百鬼夜行系列#主要登場人物」。
榎木津禮二郎
聲 - 森川智之／演 - 阿部寬
私立「薔薇十字偵探社」的偵探。京極堂的好友。如果不是熟人的話當面就會忘記對方的名字。有能看透他人記憶的特殊能力。
詳情請參閱「百鬼夜行系列#主要登場人物」。
關口巽
聲 - 木内秀信／演 - 椎名桔平
小說家，從中學時代開始就和中禪寺秋彥及榎木津認識，學生時代曾經有憂鬱症的困擾。除了小說家以外，同時也以「楚木逸己」的筆名替糟粨雜誌撰寫文章。常常被榎木津禮二郎戲稱為「猴子」，有必須整齊擺放東西的強迫症。
詳情請參閱「百鬼夜行系列#主要登場人物」。
木場修太郎
聲 - 關貴昭／演 - 宮迫博之
刑警，從小就和榎木津禮二郎相識，在太平洋戰爭時期和關口巽是同一部隊的同袍。常為了信念跳脫警界規定，如暴走般的大爺個性。曾經是「美波娟子」的粉絲，在知曉柚木陽子即為息影後的娟子，對陽子萌生情愫。
詳情請參閱「百鬼夜行系列#主要登場人物」。
鳥口守彥
聲 - 浪川大輔／演 - 兒島雄一
糟粕雜誌的編輯記者，與敦子是同事。方向感極差，開車常迷路。尊稱京極堂為師父、關口為老師。通過舉報獲得「御筥神教」信徒名單後，發現與「武藏野少女分屍殺人事件」存在關聯。
詳情請參閱「百鬼夜行系列#主要登場人物」。

### 柚木加菜子事件相關人員
楠本賴子
聲 - 高橋美佳子／演 - 谷村美月
13歲中學生。由於成長在狀況不良的家庭裡，因此養成較為陰暗的個性，在學校也沒有朋友，好友僅柚木加菜子一人，並且相當仰慕和崇拜加菜子。在與加菜子一同前往看湖途中，等待火車的時候，見到加菜子被推落至中央本線武藏小金井站月台下方，為「柚木加菜子殺人未遂事件」的关键证人，事後根據楠本賴子與警察福本所說，加菜子是被某個是被戴著白手套的黑衣男子推下了月台。
柚木加菜子
聲 - 戶松遙／演 - 寺島咲
楠本賴子在班上的同學。對文學有較多研究，氣質出眾、才色兼備。在班裡好友不多，與自己際遇相同的楠本賴子成為了好友，常常一起去咖啡館聊天，曾對賴子說自己就是她的前世。在與楠本賴子一同前往看湖途中，被推落至中央本線武藏小金井站月台下方，造成重傷。後被送入美馬坂現代醫學研究所就醫，在眾目睽睽下，突然從手術台上消失。後被確認，是柴田財閥的遺產繼承人。
柚木陽子
聲 - 久川綾／演 - 黑木瞳
著名女演員，藝名「美波娟子」，登場時已經息影多年，自稱是柚木加菜子的姐姐。曾經與柴田財閥的公子柴田弘彌私奔，被認為在私奔途中生下了加菜子，後與柴田財閥達成密約，請雨宮監視並照顧身为遺產繼承候選人的加菜子。
雨宮典匡
聲 - 檜山修之／演 - 右近健一
原是柴田財閥下屬公司的職員，後被選為柚木加菜子的監護人。定期報告加菜子的動向，和陽子與木加菜子一同生活14年，與加菜子關係和睦。
柴田耀弘
演 -  Chen Mao Lin
柴田財閥的創始人，關東地區屈指可數的大財閥。集團在孫子柴田弘彌戰死後無正统繼承人，在臨終前，指定弘彌的私生女加菜子成為柴田財閥繼承人，但遺囑中要求加菜子必須健在，因此加菜子的失蹤成為遺產繼承的關鍵。
美馬坂幸四郎
聲 - 田中正彦／演 - 柄本明
日本屈指可數的醫學專家，二戰時和京極堂在日本研究所服役過，因專注不死人研究而被學界邊緣化。
須崎太郎
聲 - 成田劍
和美馬坂幸四郎一起研究的科學家，十分崇拜美馬坂。
甲田錄介
聲 - 鈴木琢磨
美馬坂現代醫學研究所年邁的機工。

### 御筥神相關人員
信徒們均信奉教主及據說隱藏了靈力的筥（箱子），並將污穢的金錢交由教主保管。
寺田兵衛
聲 - 長／演 - 大森博史
御筥神教團的教主。原先是出身木工世家的製箱匠，後應征參戰，在戰爭歸來後沉迷於製作精美的匣子，後創立了崇拜「箱子」的御筥神教。
二階堂壽美
聲 - 渡邊明乃／演 - 池津祥子
御筥神教的信徒和工作人員。
吉村義助
聲 - 中博史
楠本君枝
聲 - 津田匠子
賴子的母親。職業是人型師。認為賴子被「魍魎」附身，向御筥神教交付大量金錢，並請寺田兵衛到家驅邪，內心其實對賴子非常疼愛。
笹川（（ささがわ））
聲 - 小山力也
人型師。和楠本君枝關係甚密，為君枝聯絡御筥神教主到家祛除「魍魎」牽線搭橋。
清野
聲 - 諸角憲一

### 武藏野少女分屍殺人事件被害者
浅野 晴子
小澤 敏江
 柿崎 芳美
聲 - 木村悠
娼妓。破產的柿崎照相館家的女兒，喜歡唱歌。

### 警察
石井寬爾
聲 - 宇垣秀成
刑警。
詳情請參閱「百鬼夜行系列#警察」。
福本
聲 - 上田祐司
中央本線武藏小金井站的巡查。後與木場一同調查「柚木加菜子殺人未遂事件」。
青木文藏
聲 - 諏訪部順一／演 - 堀部圭亮
刑警。負責「武藏野少女分屍殺人事件」的抓捕行動。
詳情請參閱「百鬼夜行系列#主要登場人物」。
木下圀治
聲 - 石川和之
詳情請參閱「百鬼夜行系列#警察」。
大島
詳情請參閱「百鬼夜行系列#警察」。

### 其他
久保竣公
聲 - 古谷徹／演 - 宮藤官九郎
新人天才小說家。在火車上目睹被裝在匣中的少女，因而被迷惑變得異常崇拜，寫出個人作品《匣中的少女》，引起小泉和關口的注意。
小泉珠代
聲 - 長澤美樹
詳情請參閱「百鬼夜行系列#主要人物的交友關係」。
中禪寺敦子
聲 - 桑島法子／演 - 田中麗奈
京極堂的妹妹，同樣是稀谭社的編輯記者。
詳情請參閱「百鬼夜行系列#主要人物的家人」。
山嵜孝鷹
演 - 小松和重
詳情請參閱「百鬼夜行系列#主要人物的交友關係」。
寺内
聲 - 小柳基
川島新造
聲 - 相澤正輝
詳情請參閱「百鬼夜行系列#主要人物的交友關係」。
里村紘市
聲 - 青山穰／演 - 阿部能丸
詳情請參閱「百鬼夜行系列#主要人物的交友關係」。
伊佐間一成
聲 - 濱田賢二
詳情請參閱「百鬼夜行系列#主要人物的交友關係」。
中禪寺千鶴子
聲 - 皆口裕子／演 - 清水美砂
詳情請參閱「百鬼夜行系列#主要人物的家人」。
關口雪繪
聲 - 本田貴子／演 - 篠原涼子
關口巽的妻子。
詳情請參閱「百鬼夜行系列#主要人物的家人」。

## 小說

### 發行信息
日文版
- 新書判：1995年1月、講談社Novels、ISBN 4061818120
- 文庫判：1999年9月、講談社文庫、ISBN 4062646676
- 愛藏版：2004年1月、講談社、ISBN 4062122545
- 分冊文庫判：2005年8月、講談社文庫、[上] ISBN 4062751119、[中] ISBN 4062751127、[下] ISBN 4062751135

中文版
- 繁體中文版：

2008年1月、獨步文化、[上] ISBN 9789866954740、[下] ISBN 9789866954757
2021年6月、獨步文化、【經典回歸版套書】ISBN 9789865580407
- 簡體中文版：

2009年2月、上海人民出版社、[上] ISBN 9787208080430、[下] ISBN 9787208080447

## 電影

### 概要
本電影由「SHOWGATE」發行並於2007年12月22日上映。製作公司是「Future Planet」和「小椋事務所」。比起前作《姑獲鳥之夏》，由導演到製作人員及主演均有很多變更。雖然主要角色都和前作一樣，但在前作飾演關口巽的永瀨正敏因腎結石而辭演，由椎名桔平頂替飾演。
電影由2005年開始拍攝，至2007年5月完成拍攝。內容除了由小說版的主要章節組成外，也有大膽的原創部分。為了再現昭和27年時的東京，特意前往上海拍攝外景。刊登在Novels版照片中的美馬坂醫學研究所的箱型建築物也重新再現。
2008年，谷村美月憑藉本作和「柠檬時期」、「茶茶 天涯的貴妃」在第三屆大阪電影節獲頒女配角獎。同年6月25日DVD發售。

### 演員
- 京極堂（中禪寺秋彦） - 堤真一
- 關口巽 - 椎名桔平
- 榎木津禮二郎 - 阿部寛
- 中禪寺敦子 - 田中麗奈
- 中禪寺千鶴子 - 清水美砂
- 關口雪繪 - 篠原涼子

### 製作
- 監督・腳本 - 原田眞人
- 製片人 - 小椋悟、柴田一成、井上潔
- 攝影 - 柳島克己
- 照明 - 高屋齋
- 美術 - 池谷仙克
- 音樂 - 村松崇繼
- 助監督 - 谷口正行
- 裝飾 - 大坂和美
- 錄音 - 矢野正人
- 编辑 - 須永弘志
- 効果 - 柴崎憲治
- 動作 - 中瀨博文
- 服裝設計 -

### 主題歌
東京事變「金魚缸」（EMI音樂 (日本)、2007年9月26日發售的專輯『娛樂』收錄此曲）
作詞・作曲：伊澤一葉、編曲：東京事變

## 电视动画
从2008年10月7日到同年12月30日在日本播放，共13话。

### 制作人员
- 企画：丸山正雄
- 監督：中村亮介
- 系列構成：村井貞之
- 角色原案：CLAMP
- 角色设计：西田亞沙子
- 色彩設定：大野春惠
- 美術監督：金子英俊
- 攝影監督：五十嵐慎一
- CG导演：菅友彥
- 道具设计：木村雅廣
- 編集：寺內聰
- 动画制作：Madhouse

### 主題歌
片头曲：「Lost in Blue」
作詞、作曲：RUKA／歌：NIGHTMARE
片尾曲：「NAKED LOVE」
作詞：YOMI／作曲：咲人／歌：NIGHTMARE

### 各話標題
| 話數     | 中文標題              | 日文標題                 | 脚本     | 分鏡                | 演出              | 作畫監督                                | 總作畫監督            |
| -------- | --------------------- | ------------------------ | -------- | ------------------- | ----------------- | --------------------------------------- | --------------------- |
| 第一話   | 天人五衰之事          | 天人五衰の事             | 村井貞之 | 中村亮介            | 中村亮介          | 西澤千恵（構圖・原画） 濱田邦彦（構圖） | 西田亞沙子            |
| 第二話   | 狐惑之事              | 狸惑わしの事             | 村井貞之 | 鶴岡耕次郎 中村亮介 | 鶴田寛            | 南伸一郎                                | 細居美恵子 兼森義則   |
| 第三話   | 羽化登仙之事          | 羽化登仙の事             | 村井貞之 | 高橋亨              | 高橋亨            | 神谷智大                                | 濱田邦彦              |
| 第四話   | 火車之事              | 火車の事                 | 村井貞之 | 濱崎博嗣            | 又野弘道          | 小山知洋                                | 西田亞沙子            |
| 第五話   | 千里眼之事            | 千里眼の事               | 藤岡美暢 | 小島正幸            | migmi             | 北尾勝                                  | 西田亞沙子            |
| 第六話   | 筥之事                | 筥の事                   | 村井貞之 | 浅香守生            | 鶴岡耕次郎        | 細居美恵子                              | 西田亞沙子            |
| 第七話   | 魍魎之事              | もうりょうの事           | 藤岡美暢 | 濱崎博嗣            | 又野弘道          | 小山知洋                                | 細居美恵子            |
| 第八話   | 言靈之事              | 言霊の事                 | 村井貞之 | 小島正幸            | 加瀨充子          | 齋藤和也、窪敏                          | 西田亞沙子 細居美恵子 |
| 第九話   | 女人偶之事            | 娘人形の事               | 藤岡美暢 | 小島正幸            | 中川聰            | 濱田邦彦                                | 西田亞沙子            |
| 第十話   | 鬼之事                | 鬼の事                   | 村井貞之 | 林秀夫              | 林秀夫            | 李炫姃、青木美穂                        | 細居美恵子 西田亞沙子 |
| 第十一話 | 魔窟之事              | 魔窟の事                 | 藤岡美暢 | 浅香守生            | 又野弘道          | 小山知洋                                | 西田亞沙子            |
| 第十二話 | 腦髓之事              | 脳髄の事                 | 村井貞之 | 鶴岡耕次郎          | 鶴岡耕次郎        | 西澤千恵                                | 細居美恵子            |
| 第十三話 | 魍魎之匣，或人之事    | 魍魎の匣、あるいは人の事 | 村井貞之 | 中村亮介            | 石塚敦子 中村亮介 | 北尾勝、濱田邦彦 西田亞沙子             | 西田亞沙子            |
| 第十四話 | 匣子幽靈之事(DVD特典) | 箱の幽霊の事             | -        | -                   | -                 | -                                       | -                     |

### 播放檔次
日本深夜動畫：下文記載的日本国内播放時間使用日本標準時間（UTC+9）表示。因為部分時間标识會採用30小时制，因此請留意这类超过24:00的时间，其實際播放時間為翌日清晨。
| 日本電視台 星期二25:29  | 日本電視台 星期二25:29  | 日本電視台 星期二25:29 |
| ----------------------- | ----------------------- | ---------------------- |
|                         | 魍魎之匣                |                        |
| 秘密 〜The Revelation〜 | 第一神拳 New Challenger |                        |

## 漫畫
由漫畫化，在「Comic怪」連載。

### 發行信息
日文版
由角川書店、怪COMIC發售。
1. 2007年12月發售 ISBN 9784048541565
2. 2008年8月發售 ISBN 9784048542180
3. 2009年7月發售 ISBN 9784048543408
4. 2010年1月發售 ISBN 9784048544252
5. 2010年7月發售 ISBN 9784048545051

中文版
由台灣角川發售。
1. 2009年8月15日發售 ISBN 9789862372319
2. 2009年11月7日發售 ISBN 9789862373606
3. 2010年2月27日發售 ISBN 9789862375235
4. 2010年10月13日發售 ISBN 9789862375235
5. 2011年2月24日發售 ISBN 9789862870075